# Lea Saskia Laasnerová
Lea Saskia Laasner Vogt (* 1980, Winterthur, Švýcarsko) je autorkou knihy Sama proti psychickému teroru - moje dětství v sektě, která byla vydaná za pomoci Huga Stamma v roce 2005.

## Život
Lea Saskia Laasnerová se narodila ve Švýcarském městě Winterthur, kde žila společně se svým bratrem a rodiči. Když jí bylo 12 let, připojila se celá její rodina k sektě Oáza světla. Ze Švýcarska se přes Rakousko a Portugalsko přesunuli až do středoamerického státu Belize. Své mládí strávila v sektě v naprosté izolaci od okolního světa. Ve třinácti letech se stane obětí sexuálního zneužívání, když si ji vůdce sekty vybere jako svou milenku.
Sekta se inspirovala 35.000 let starým duchem Ramtha, který promlouval přes médium Julii Ravell. Vůdcem sekty však byl Arno Wollensak.
V „rodině“, jak si členové sekty říkají, prožila 9 let, během kterých se snažili vůdci i další členové sekty (včetně jejích rodičů) udělat z ní člověka naprosto povolného a bez vlastní osobnosti. V roce 2001 se jí však podaří uprchnout a konečně se stává volnou.
Přes mnoho životních nezdarů se z Lei stala silná žena, schopná obstát v běžném světě.
Po několika letech se vrátila ke své rodině ve Švýcarsku, která ji podporovala pomáhala v návratu do "obyčejného" světa. Lea si našla práci, dokončila školu a vdala se.
Na vedoucí osobnosti sekty Oáza světla podala trestní oznámení.
Laasnerová obdržela v roce 2005 cenu Prix Courage za její odvahu podělit se s veřejností o svůj příběh.

## Kniha
Sama proti psychickému teroru: moje dětství v sektě (Allein gegen die Seelenfänger: Meine Kindheit in der Psycho-Sekte) Zaznamenal Hugo Stamm. Přeložila Jana Pecharová. Vydala Euromedia Group v roce 2007. ISBN 978-80-249-0853-3